# Alfred Davenport
Pour les articles homonymes, voir Davenport.
Alfred Davenport (Oxford, 1849 - Abingdon-on-Thames, 1932) est un joueur de rugby anglais. Il est l'un des premiers joueurs internationaux anglais de rugby, ayant participé comme forward (avant) au tout premier match international de l'histoire opposant l'Angleterre à l'Écosse le 27 mars 1871.

## Biographie
Alfred Davenport naît à Oxford le 5 mai 1849.
Il étudie d'abord à l'école de Rugby avant d'intégrer l'université d'Oxford.

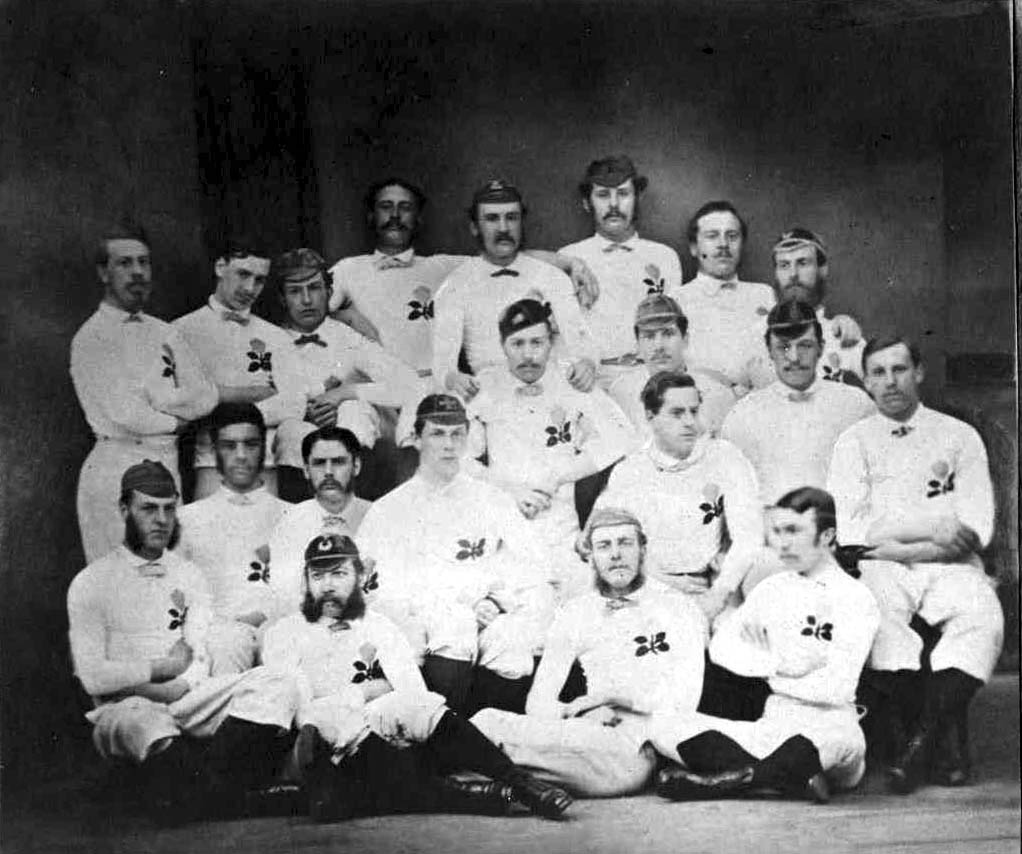
L'équipe d'Angleterre ayant disputé le premier match international de rugby de l'histoire, en 1871.

Bien que capitaine de l'équipe de rugby de son université, c'est au sein du Ravenscourt_Park_Football_Club qu'il évolue, lorsqu'il est sélectionné pour représenter l'Angleterre lors du tout premier match international de rugby de l'histoire contre l'Écosse, ayant lieu le 27 mars 1871 à Raeburn Place, à Édimbourg. L'Écosse l'emporte 1 à 0 en inscrivant 2 essais et 1 transformation contre 1 essai non transformé pour l'Angleterre (seules les transformations rapportaient des points à l'époque),. 
C'est le seul match international auquel il prend part.
Alfred Davenport meurt à Abingdon-on-Thames, à quelques kilomètres d'Oxford, le 2 avril 1932.